# Starożytny ośrodek hutniczy w Tarchalicach
Starożytny ośrodek hutniczy w Tarchalicach (także: Piece dymarskie w Tarchalicach, Dymarki dolnośląskie lub Dymarki w Tarchalicach) – ośrodek hutnictwa starożytnego zlokalizowany we wschodniej części wsi Tarchalice na Dolnym Śląsku (powiat wołowski), na wschodnim brzegu starorzecza Odry. Jest to jeden z większych starożytnych ośrodków metalurgii żelaza w Europie objęty ochroną w ramach Ekomuzeum Dymarki.

## Historia badań
Osada hutników celtyckich oraz innych osadników reprezentujących kulturę przeworską jest datowana na II-III wiek. Wśród jej reliktów zachowały się pozostałości prawie stu dymarek, jak również duże ilości żużli porozrzucanych w okolicy. Na stanowisku prowadzono prace wykopaliskowe począwszy od 1903 i 1908 roku, choć stanowisko znane było już w 1893 roku. Podczas tych pierwszych badań odkryto 37 dymarek, z których część była wtórnie zniszczona, a niektóre kloce żużla odkryto już w pozycji leżącej.
Badania z lat 1952 i 1997 doprowadziły do odkrycia nowych stanowisk hutniczych. Potwierdziły też istnienie nie tylko piecowisk, ale też osady zamieszkałej przez Wandalów (jej stan zachowania był stosunkowo bardzo dobry). W 1952 roku wykonano plan rozmieszczenia pieców. Wszystkie kloce żużla zachowane do pełnej wysokości odkryto na początku XX wieku.

## Charakterystyka
Dymarki w Tarchalicach miały wysokość prawie dorosłego człowieka, natomiast pod ziemią głębokość kotlinki wynosiła około 80 cm. Żużel powytopiskowy w kotlince ważył do 350 kg, a ilość otrzymywanego z jednej dymarki żelaza dochodziła do około 50 kilogramów. Jakość żelaza wytapianego w tarchalickim ośrodku była bardzo wysoka. Teren w okolicy obecnego starorzecza mieści około 120 kloców żużla. Prawie wszystkie odkryte pozostałości dymarek noszą ślady różnych uszkodzeń powstałych w nieznanych okresach. W 34 na 73 piece znaleziono ślady otworów, którymi wypływał żużel.

## Turystyka
Od 2005 stare techniki wytopu są odtwarzane w ramach rekonstrukcji, podczas pikników archeologicznych, przez miłośników historii.
Przez teren obiektów w Tarchalicach i pobliskim Dębnie wyznakowano dwie ścieżki edukacyjne połączone ze sobą szlakami rowerowymi. W pobliżu przechodzi  niebieski, pieszy Szlak Archeologiczny z Wińska do Lubiąża.